# 24 березня
24 березня — 83-й день року (84-й у високосні роки) у григоріанському календарі. До кінця року залишається 282 дні.

## Свята і пам'ятні дні

### Міжнародні
- ООН: Всесвітній день боротьби проти туберкульозу
- ООН: Міжнародний день права на встановлення істини щодо грубих порушень прав людини і гідності жертв

### Національні
- Україна: Всеукраїнський день боротьби із захворюванням на туберкульоз
- Аргентина: День пам'яті про правду і справедливість
- Уганда: День посадки дерев
- США: День родзинок в шоколаді

### Професійні
- Україна: День фтизіатра

### Іменини
✙ Православні: Захарія, Артемон, Яків.
✝  Католицькі:

## Події
- 1084 — німецький король Генріх IV захопив Рим.
- 1155 — Юрій Долгорукий захопив Київ і вступив на престол.
- 1603 — Токуґава Ієясу став сьоґуном Японії.
- 1603 — зі смертю англійської королеви Єлизавети трони Англійського і Шотландського королівств об'єднані.
- 1654 — підписані Березневі статті Богдана Хмельницького з московським царем Олексієм Михайловичем.
- 1721 — Йоганн Себастьян Бах репрезентував шість оркестрових концертів[en] маркграфу Крістіану Людвігу Бранденбург-Шведтському.
- 1794 — початок повстання Костюшка проти Росії та Пруссії.
- 1802 — англійський винахідник Річард Тревітік отримав перший патент на паровоз.
- 1804 — законодавчий корпус Франції ухвалив спорудити в залі своїх засідань погруддя Бонапарта з білого мармуру.
- 1882 — німецький бактеріолог Роберт Кох відкрив збудника туберкульозу, паличку Коха.
- 1898 — в Америці продали перший автомобіль — модель «Вінтон» обійшлася покупцю в одну тисячу доларів.
- 1918 — Центральна Рада проголосила українську мову державною у банківській і торговій сферах.
- 1933 — закон Рейхстагу скасував громадянські свободи та передав надзвичайні повноваження рейхсканцлеру Адольфу Гітлеру.
- 1956 — реабілітований російський історик Лев Гумільов, який перебував у таборах за обвинуваченням у контрреволюційній діяльності.
- 1932 — у Таїланді без кровопролиття внаслідок перевороту встановлюється конституційна монархія.
- 1933 — набрав чинності закон, напередодні ухвалений німецьким парламентом (69 % голосів), котрий передає уряду законодавчу владу та фактично скасовує Конституцію. Цим самим уся влада легально переходить до Гітлера.
- 1940 — вибори депутатів верховних органів державної влади Радянського Союзу і Радянської України на Західних землях України.
- 1972 — прем'єра фільму «Хрещений батько», що став одним із шедеврів світового кінематографа.
- 1972 — пограбування United California Bank: з розбитого сейфа викрали 9 млн доларів.
- 1975 — Мухаммед Алі (Muhammad Ali) технічним нокаутом відстоює титул чемпіона світу проти Чака Вепнера (Chuck Wepner) у Клівленді.
- 1976 — переворот в Аргентині: військова хунта скинула Ісабель Перон, почалися політичні репресії.
- 1980 — вбивство правими бойовиками Сальвадорського архієпископа Оскара Ромеро розкрутило спіраль насилля громадянської війни.
- 1989 — танкер «Ексон Вальдез» («Exxon Valdez») натрапляє на риф поблизу Аляски та губить 40 000 тонн нафти.
- 1989 — у Львові відбувся перший політичний страйк в Україні.
- 1989 — у Тернополі створено першу крайову організацію Народного Руху України.
- 1990 — Іслам Карімов став президентом Узбекистану.
- 1999 — після початку війни НАТО проти Югославії війська Альянсу почали авіаційні атаки проти об'єктів на терені СРЮ.
- 1999 — внаслідок пожежі в тунелі під Монбланом (Mont-Blanc) гине 39 людей.
- 1999 — у національному парку Цаво (Кенія) внаслідок аварії пасажирського потягу загинули 36 людей, 200 травмовано.
- 2001 — Володимир Кличко виграв технічним нокаутом бій проти Деріка Джефферсона (Derrick Jefferson) у Мюнхені.
- 2022 — з метою відзначення подвигу, масового героїзму та стійкості громадян, виявлених у захисті своїх міст під час відсічі збройної агресії Російської Федерації проти України надали відзнаку Місто-герой України[2][3] таким населеним пунктам:[4] Буча, Ірпінь, Миколаїв та Охтирка.

## Народились
Дивись також Категорія:Народились 24 березня
- 1494 — Ґеорґіус Аґрікола, німецький вчений епохи Відродження, філософ, автор першої європейської гірничо-металургійної енциклопедії.
- 1693 — Джон Гаррісон, англійський винахідник, годинникар-самоучка, відомий як винахідник морського хронометра.
- 1733 — Джозеф Прістлі, англійський натураліст, філософ, хімік, що відкрив кисень і вуглекислий газ.
- 1809 — Жозеф Ліувілль, французький математик.
- 1834 — Вільям Морріс, англійський художник, дизайнер, теоретик мистецтва, письменник-фантаст.
- 1869 — Олена Кисілевська, українська письменниця, журналістка, редакторка і видавниця.
- 1872 — Орест Кіпренський, російський живописець і графік, відомий портретист.
- 1874 — Гаррі Гудіні, угорський ілюзіоніст.
- 1883 — В. Таль, український письменник.
- 1884 — Петер Дебай, нідерландський фізико-хімік, лауреат Нобелівської премії.
- 1885 — Чарлз Деніелс, американський спортсмен, найкращий плавець початку XX століття (4 золоті олімпійські медалі), винайшов сучасний кроль.
- 1891 — Сергій Вавилов, радянський фізик, президент АН СРСР.
- 1893 — Вальтер Бааде, німецький астроном.
- 1900 — Іван Козловський, український співак, ліричний тенор, власник незвичного тембру й високої вокальної техніки.
- 1906 — Клавдія Шульженко, радянська й українська співачка й акторка.
- 1921 — Василь Смислов, шахіст, 7-й чемпіон світу з шахів.
- 1926 — Даріо Фо, італійський драматург, режисер, теоретик театру, художник. Лауреат Нобелівської премії з літератури (1997).
- 1950 — Юрій Теплінський, український математик. Доктор фізико-математичних наук.
- 1951 — Наталка Павленко, українська художниця.
- 1955 — Ігор Білозір, український композитор, лідер гурту «Ватра».
- 1963 — Вадим Тищенко, український та радянський футболіст і тренер, олімпійський чемпіон 1988.
- 1979 — Віктор Бронюк, український музикант, автор пісень, лідер гурту «ТіК».
- 1982 — Олександр Педан, український шоумен, телеведучий, резидент «Comedy Club Ukraine».
- 1986 — Вел Чмерковський, українсько-американський професійний танцюрист, 14-разовий чемпіон США з латинських танців. Молодший брат танцюриста, хореографа, телеведучого та кіноактора Максима Чмерковського, також чемпіона з латинських танців.
- 1986 — Ярослава Литвин, українська письменниця.

## Померли

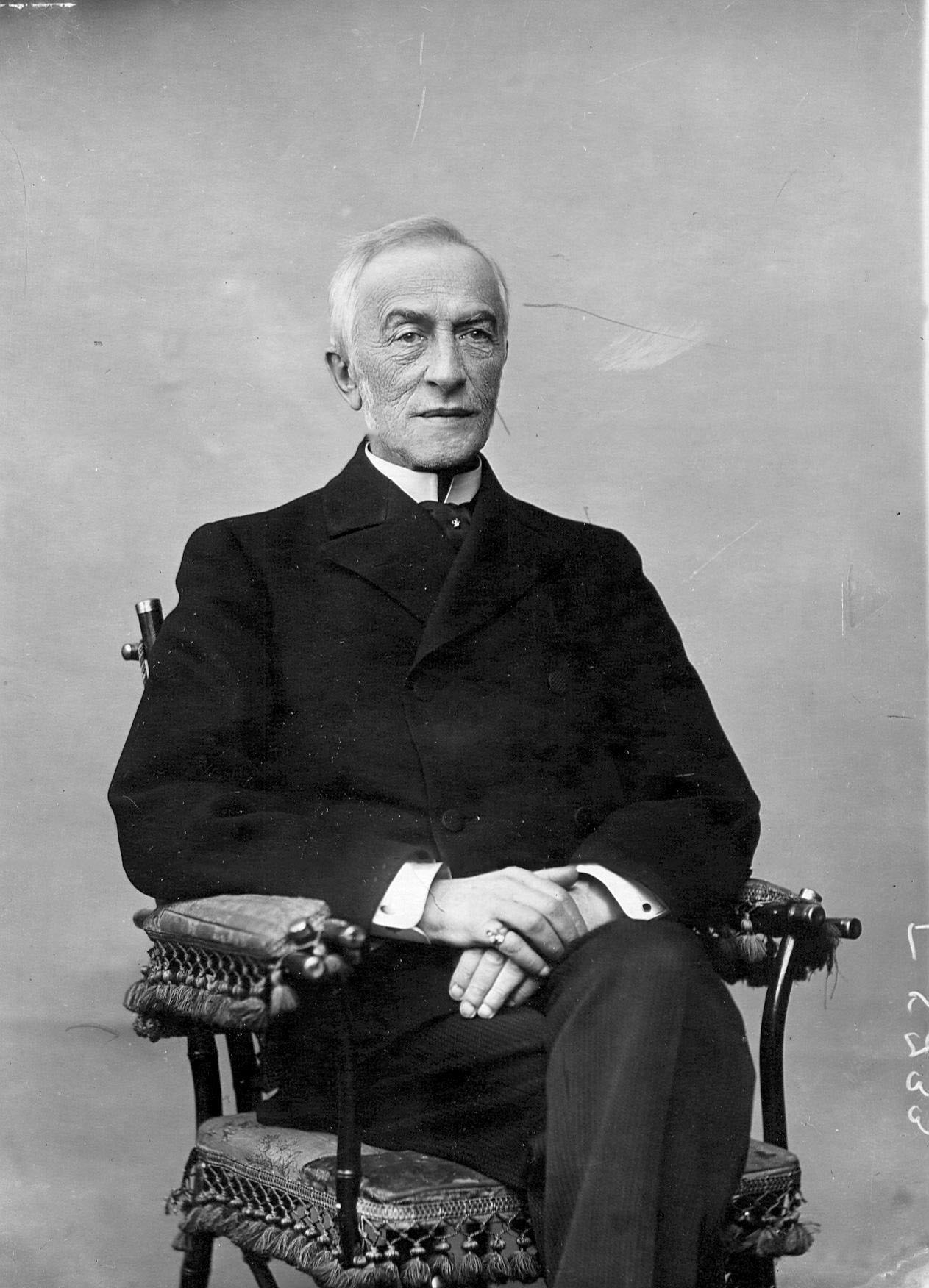
Андрій Маркевич

Дивись також Категорія:Померли 24 березня
- 1603 — Єлизавета I Англійська, королева Англії.
- 1684 — Пітер де Гох, нідерландський художник, представник Делфтської школи.
- 1776 — Джон Гаррісон, англійський винахідник, годинникар-самоучка, відомий як винахідник морського хронометра.
- 1801 — Павло I, російський імператор, убитий заколотниками.
- 1882 — Генрі Лонгфелло, американський поет. Автор «Пісні про Гайавату» та інших поем і віршів.
- 1884 — Бертель Торвальдсен, данський художник, скульптор, яскравий представник класицизму.
- 1905 — Жуль Верн, французький письменник.
- 1907 — Андрій Маркевич, український громадський діяч, етнограф, правник, філантроп і музикант.
- 1909 — Джон Міллінгтон Сінг, ірландський драматург, письменник, фольклорист.
- 1916 — Енріке Гранадос, іспанський композитор і піаніст.
- 1916 — Сотер Ортинський, церковний діяч, перший єпископ УГКЦ у США.
- 1922 — Чезаре Зоккі (Дзоккі або Цочі), італійський скульптор, автор пам'ятника Данте Аліг'єрі в Тренто. Двоюрідний брат скульптора Еміліо Дзоккі (автора кінного пам'ятнику Віктору Емануїлу II у Флоренція), двоюрідний дядько скульптора Арнальдо Дзоккі (автора статуї Христофора Колумба в Буенос-Айресі).
- 1934 — Борис Срезневський, метеоролог і кліматолог, організатор метеорологічної служби в Україні.
- 1938 — Субіє Налбандова, кримськотатарська телеведуча, педагог, авторка першої кримськотатарської дитячої телепередачі.
- 1968 — Аліс Гі-Бланше, французький кінематографіст, перша в історії жінка-кінорежисер та продюсер.
- 1976 — Бернард Монтгомері, британський фельдмаршал.
- 1994 — Юрій Скирда, український художник, режисер-мультиплікатор.
- 2014 — Олександр Музичко, український націоналіст, військовик, учасник організацій СНУМ, УНА, УНСО. Координатор Правого сектора у Західній Україні.
- 2016 — Анатолій Авдієвський, український хоровий диригент, композитор, педагог, керівник хору імені Григорія Верьовки, Герой України.
- 2018 — Ліз Ассія, швейцарська співачка. Переможниця першого конкурсу пісні Євробачення.